# In and Out of Love (canção)
"In and Out of Love" é uma colaboração entre o DJ e produtor musical neerlandês Armin van Buuren e a  cantora-compositora neerlandesa Sharon den Adel da banda Within Temptation. Foi lançada em 6 de agosto de 2008 como o segundo single do terceiro álbum de estúdio de van Buuren, Imagine.
O single foi apresentado ao vivo por Sharon e Armin durante os shows Armin Only: Imagine. Até agosto de 2023, o single possui mais de 286 milhões de visualizações em seu vídeo musical oficial no YouTube, tornando-o o segundo vídeo mais assistido no canal do Armada Music no YouTube.
Em janeiro de 2016, a canção foi sampleada pelo rapper britânico Dave em seu single "JKYL+HYD".
Em 2019, a canção foi regravada pelo Visions of Atlantis no álbum Wanderers.

## Lista de faixas

### Download digital nos Países Baixos(ARDI811)
| N.º | Título                                                    | Duração |  |
| 1.  | "In and Out of Love" (versão para rádio)                  | 3:00    |  |
| 2.  | "In and Out of Love" (mix estendida)                      | 6:04    |  |
| 3.  | "In and Out of Love" (remix de The Blizzard)              | 7:53    |  |
| 4.  | "In and Out of Love" (remix de Richard Durand)            | 7:44    |  |
| 5.  | "In and Out of Love" (remix de Richard Durand sem vocais) | 7:26    |  |

### CD single nos Países Baixos / Bélgica(ARMA153)
| N.º | Título                                         | Duração |  |
| 1.  | "In and Out of Love" (versão para rádio)       | 3:00    |  |
| 2.  | "In and Out of Love" (mix estendida)           | 6:04    |  |
| 3.  | "In and Out of Love" (remix de The Blizzard)   | 7:53    |  |
| 4.  | "In and Out of Love" (remix de Richard Durand) | 7:44    |  |

### 12" nos Países Baixos(ARMD1056)
| N.º | Título                                         | Duração |  |
| 1.  | "In and Out of Love" (mix estendida)           | 6:04    |  |
| 2.  | "In and Out of Love" (remix de The Blizzard)   | 7:53    |  |
| 3.  | "In and Out of Love" (remix de Richard Durand) | 7:44    |  |

### 12" nos Países Baixos(ARDI845)
| N.º | Título                                            | Duração |  |
| 1.  | "In and Out of Love" (remix Trancedental de Push) | 7:42    |  |

### Download digital e CD single nos EUA / França(UL1917/ACADEMY037)
| N.º | Título                                                    | Duração |  |
| 1.  | "In and Out of Love" (versão para rádio)                  | 3:00    |  |
| 2.  | "In and Out of Love" (mix estendida)                      | 6:04    |  |
| 3.  | "In and Out of Love" (remix de The Blizzard)              | 7:53    |  |
| 4.  | "In and Out of Love" (remix de Richard Durand)            | 7:44    |  |
| 5.  | "In and Out of Love" (remix de Richard Durand sem vocais) | 7:26    |  |
| 6.  | "In and Out of Love" (remix de Push Trancedental)         | 7:42    |  |

### CD single no Reino Unido de 2010
| N.º | Título                                                  | Duração |  |
| 1.  | "In and Out of Love" (versão para rádio do Reino Unido) | 2:47    |  |

### remixes do Reino Unido de 2010(GLOBE1429)
| N.º | Título                                     | Duração |  |
| 1.  | "In and Out of Love" (remix de Chicane)    | 7:30    |  |
| 2.  | "In and Out of Love" (remix de Klubfiller) | 6:03    |  |

### Download digital de remixes nos Países Baixos de 2010
| N.º | Título                                                  | Duração |  |
| 1.  | "In and Out of Love" (remix de Chicane)                 | 7:30    |  |
| 2.  | "In and Out of Love" (mix estendida de LMC)             | 6:25    |  |
| 3.  | "In and Out of Love" (remix de Christian Davies)        | 6:27    |  |
| 4.  | "In and Out of Love" (remix de Kenny Hayes Blue Sphere) | 7:56    |  |
| 5.  | "In and Out of Love" (remix de Whelan & Di Scala)       | 7:18    |  |
| 6.  | "In and Out of Love" (versão para rádio do Reino Unido) | 2:47    |  |
| 7.  | "In and Out of Love" (mix estendida)                    | 6:04    |  |

### Download digital no Irã de 2011 T&T remix
| N.º | Título                              | Duração |  |
| 1.  | "In and Out of Love" (remix de T&T) | 8:45    |  |

### Download digital na Rússia de 2014 Aimoon & Ma2shek bootlegs
| N.º | Título                                                       | Duração |  |
| 1.  | "In and Out of Love" (bootleg de Aimoon & Ma2shek)           | 7:14    |  |
| 2.  | "In and Out of Love" (versão para rádio de Aimoon & Ma2shek) | 3:38    |  |

### Download digital nos Países Baixos de 2015 Lost Frequencies radio edit
| N.º | Título                                                       | Duração |  |
| 1.  | "In and Out of Love" (versão para rádio de Lost Frequencies) | 3:07    |  |

### Download digital nos Países Baixos de 2015 Lost Frequencies remix
| N.º | Título                                           | Duração |  |
| 1.  | "In and Out of Love" (remix de Lost Frequencies) | 4:33    |  |

### Download digital nos Países Baixos de 2015 Lost Frequencies remixes
| N.º | Título                                                       | Duração |  |
| 1.  | "In and Out of Love" (versão para rádio de Lost Frequencies) | 3:07    |  |
| 2.  | "In and Out of Love" (remix de Lost Frequencies)             | 4:33    |  |

### Download digital na Itália de 2015 Mr Dendo bootleg
| N.º | Título                                     | Duração |  |
| 1.  | "In and Out of Love" (bootleg de Mr Dendo) | 2:45    |  |

### Download digital nos Países Baixos de 2016 Diversion remix
| N.º | Título                                    | Duração |  |
| 1.  | "In and Out of Love" (remix de Diversion) | 6:27    |  |

## Gráficos
| Tabela (2008–11)                  | Posição mais alta |
| --------------------------------- | ----------------- |
| Bélgica (Ultratop 50 de Flandres) | 10                |
| Hungria (Rádiós Top 40)           | 38                |
| Países Baixos (Dutch Top 40)      | 10                |
| Países Baixos (Single Top 100)    | 10                |
| Rússia (Tophit Airplay)           | 69                |
| Suécia (Sverigetopplistan)        | 56                |

| Tabela (2008)                  | Posição |
| ------------------------------ | ------- |
| Bélgica (Ultratop Flandres)    | 59      |
| Países Baixos (Dutch Top 40)   | 76      |
| Países Baixos (Single Top 100) | 42      |

| Tabela (2009)          | Posição |
| ---------------------- | ------- |
| Hungria (Dance Top 40) | 215     |

| Tabela (2011)           | Posição |
| ----------------------- | ------- |
| Rússia Airplay (TopHit) | 109     |